# ARM Cortex-A7
ARM Cortex-A7 MPCore là lõi vi xử lý 32 bit được ARM Holdings cấp phép, nó hiện thực kiến trúc ARMv7-A được công bố vào năm 2011

## Chip
Một số hệ thống trên một vi mạch (SoC) đã triển khai lõi Cortex-A7, bao gồm:
- Allwinner A20 (CPU lõi kép A7 + Mali -400 MP2) [2]
- Allwinner A31 (CPU lõi tứ A7 + PowerVR SGX544MP2) [3]
- Allwinner A83T (CPU octa-core A7 + PowerVR SGX544) [4]
- Allwinner H3 (CPU lõi tứ A7 + Mali -400 MP2) [5]
- Broadcom BCM23550 quad-core HSPA + Multimedia Processor [6]
- Broadcom BCM2836 (CPU lõi tứ A7 + VideoCore IV), được thiết kế dành riêng cho Raspberry Pi 2 [7]
- NXP Semiconductor (trước đây là Freescale) QorIQ Layercape LS1 (lõi kép A7)
- Freescale i.MX 6 UltraLite
- HiSilicon K3V3, kiến trúc big.LITTLE với Cortex-A7 lõi kép và Cortex-A15 lõi kép. Sử dụng GPU ARM Mali-T658.
- Marvell PXA1088 (CPU lõi tứ A7 + Vivante GC1000) [8]
- Mediatek MT6572 (CPU lõi kép A7 + ARM Mali -400MP1)
- Mediatek MT6582 (CPU lõi tứ A7 + ARM Mali -400MP2)
- Mediatek MT6589 (CPU lõi tứ A7 + Imagination Technologies PowerVR SGX544)
- Mediatek MT6592 (CPU lõi tám A7 + ARM Mali -450MP4)
- Mstar MSB2531A ARM Cortex A7 32 bit 800MHZ
- Qualcomm Snapdragon 200 và Snapdragon 400 MSM8212 và MSM8612, MSM8226, MSM8626 và MSM8926 (CPU lõi tứ A7 + Adreno 305)
- Samsung Exynos 5 Octa (5410),  kiến trúc big.LITTLE với bốn lõi Cortex-A7 và bốn lõi Cortex-A15. Sử dụng GPU PowerVR SGX544MP3 của Imagination Technologies.
- Samsung Exynos 5 Octa (5420), kiến trúc big.LITTLE với bốn lõi Cortex-A7 và bốn lõi Cortex-A15. Sử dụng GPU ARM Mali -T628MP6.